# 3736 Rokoske
A 3736 Rokoske (ideiglenes jelöléssel 1987 SY3) a Naprendszer kisbolygóövében található aszteroida. Edward L. G. Bowell fedezte fel 1987. szeptember 26-án.